# 강진 금곡사 삼층석탑
강진 금곡사 삼층석탑(康津 金谷寺 三層石塔)은 대한민국 전라남도 강진군 금곡사에 있는, 고려 시대의 삼층석탑이다. 1985년 1월 8일 대한민국의 보물 제829호로 지정되었다.
기단중석의 전·후·측면에서 각기 1매씩의 판석이 유실된 상태였고 갑석에서도 부분적으로 파손되어 원형의 모습을 잃은 채 보존되어 왔었다. 1988년 해체 복원공사를 실시하였으며, 이때 세존진신사리 32괴가 발견되었다. 삼층석탑으로서는 5 미터가 넘는 거탑이다. 전형양식을 고수하면서도 기단부 구성이나 옥개석의 우동마루 등 일부에서 백제계 석탑의 분위기가 약간 가미되고 있다. 조성연대는 고려 초반기로 추정된다.

## 같이 보기
- 금곡사

## 참고 자료
- 강진 금곡사 삼층석탑 - 국가유산청 국가유산포털